# S-Zug Antwerpen

Der S-Zug Antwerpen (niederländisch S-trein Antwerpen) ist das S-Zug-System der belgischen Stadt Antwerpen. Der Betrieb wurde am 3. September 2018 aus vorherigen L-Zug-Verbindungen geschaffen, die Liniennummern erhielten und mehr beworben wurden.
Eine Linie, die S1, ist ebenfalls Teil des S-Zug-Netzes Brüssel; die Linie S32 überquert die niederländische Grenze und verkehrt bis Roosendaal. An Wochenenden wird die S34 durch eine Verlängerung der Linie S53 des S-Zug-Netzes Gent ersetzt.

## Liniennetz
Das Liniennetz besteht (Stand 3. September 2018) aus vier Linien (die S53 wird, auch wenn sie an Wochenenden nach Antwerpen verkehrt, nur zum S-Zug Gent gezählt):
| Linie | Linienweg | Anzahl Stationen | Takt                                                        | Takt                                                                             |
| Linie | Linienweg | Anzahl Stationen | Mo–Fr                                                       | Sa, So                                                                           |
| ----- | --- | ---------------- | ----------------------------------------------------------- | -------------------------------------------------------------------------------- |
| S1    | Antwerpen-Centraal – Mechelen – Brüssel – Nivelles Die Linie S1 ist Teil der S-Bahn Brüssel                                                                | 31               | 30′                                                         | Sa: 30′ So: 60′ Antwerpen Centraal – Brüssel-Süd und 60′ Brüssel-Nord – Nivelles |
| S32   | Puurs – Antwerpen-Süd – Antwerpen-Berchem – Antwerpen-Centraal – Antwerpen-Luchtbal – Essen – Roosendaal (NL)                                              | 21               | 30′ Puurs – Essen 60′ Essen – Roosendaal (NL)               | 60′ Puurs – Essen 60′ Essen – Roosendaal (NL)                                    |
| S33   | Antwerpen-Centraal – Antwerpen-Berchem – Mortsel – Lier – Herentals – Mol                                                                                  | 13               | 60′ In der Hauptverkehrszeit Zusatzfahrten Lier – Herentals | kein Betrieb                                                                     |
| S34   | Antwerpen-Centraal – Antwerpen-Berchem – Antwerpen-Süd – Sint-Niklaas – Lokeren (– Dendermonde)                                                            | 11               | 60′                                                         | kein Betrieb                                                                     |
| S53   | Antwerpen-Centraal – Antwerpen-Berchem – Antwerpen-Süd – Sint-Niklaas – Lokeren – Gent-Dampoort – Gent-Sint-Pieters Die Linie S53 ist Teil des S-Bahn Gent | 16               | Betrieb nur im Raum Gent, siehe S-Bahn Gent                 | 60′                                                                              |

Die an Wochenenden ansonsten nicht bedienten S-Bahnhöfe der Linie S33, mit Ausnahme von Wolfstee, werden dann von der Intercity-Linie 30 Antwerpen–Turnhout bedient.

## Fahrzeuge
Der S-Zug Antwerpen und die Linie S53 werden mit den Siemens-Desiro-Triebzügen der Baureihe AM/MS 08 betrieben. Einzige Ausnahme ist der Pendelzug der Linie S32 zwischen Essen und Roosendaal. Diese werden mit Zügen der Baureihe AM/MS 75 bedient, da diese als einzige eine Zulassung für das niederländische Eisenbahnnetz haben.